# Lijst van hoogste gebouwen van Leusden
De hoogste gebouwen in de stad Leusden zijn:
|    | Naam                                   | Hoogte | Afbeelding                                        |
| -- | -------------------------------------- | ------ | ------------------------------------------------- |
| 1  | Woontoren A (’t Zicht)                 | 33 m   | Woontoren A t-Zicht                               |
| 2  | Hotel van der Valk                     | 30 m   |                                                   |
| 3  | Woontoren B (t-Zicht)                  | 27 m   | Woontoren B t-Zicht                               |
| 4  | AFAS Kantoor Experience Center         | 27 m   | AFAS Kantoor Experience Center                    |
| 5  | St. Jozefkerk                          | 25 m   | St. Josephkerk                                    |
| 6  | AFAS Theater                           | 23 m   | Het in 2021 te openen theater van AFAS in Leusden |
| 7  | Multifunctioneel Centrum Atlas         | 22 m   | Atlas                                             |
| 8  | Hoofdkantoor Intergamma                | 21.1 m |                                                   |
| 9  | Hoofdkantoor AFAS Software             | 21 m   |                                                   |
| 10 | De Blekerij                            | 20 m   | Stadcentrum Leusden                               |
| 11 | Huis van Leusden                       | 20 m   | Huidige gemeentehuis van Leusden                  |
| 12 | Rondeel                                | 20 m   | Tot 2012 de hoogste flat van Leusden              |
| 13 | De Verborgen Tuinen                    | 17 m   |                                                   |
| 14 | Nederlands Hervormde Kerk Leusden-Zuid | 15 m   | Kerk Leusden-Zuid                                 |

Leusden heeft slechts schaarse hoogbouw. De enige woontorens bevinden zich in Leusden-Noord aan de rand van de stad, grenzend aan het Valleikanaal. Deze twee torens hebben een hoogte van 27 en 33 meter (8 en 10 verdiepingen). De bouw van deze torens van het project t’Zicht startte in juli 2011 en is afgerond in 2013. Naast deze torens bevinden zich enkele flats verschillend van 4 tot 7 verdiepingen door heel Leusden.